# Cbj Kinderbücher Verlag
cbj ist ein deutscher Verlag für Kinder- und Jugendliteratur mit Sitz in München. Er wurde 1968 unter dem Namen „C. Bertelsmann Jugendbuchverlag“ gegründet und ist bis heute ein selbstständiger Teil der Penguin Random House Verlagsgruppe, die im April 2020 vollständig von Bertelsmann übernommen wurde.
cbj gibt Werke deutscher und internationaler Autoren heraus. Bekannt wurde der Verlag unter anderem durch die Buchreihe „Fünf Freunde“ von Enid Blyton. 2008 wurde ein Teil des Programms durch Ausgründung in den neu entstandenen cbt Verlag umverteilt.

## Geschichte
Die Geschichte von cbj reicht bis ins 19. Jahrhundert zurück. 1835 gründete Carl Bertelsmann den C. Bertelsmann Verlag, zu dessen Programm auch Kinder- und Jugendbücher gehörten. 1861, 1869 und zuletzt im Jahr 1955 wurden Teile des Verlags Liesching aus Stuttgart übernommen. Dadurch baute man auch das Programm im Bereich Jugendbuch aus. Das Jugendbuch wurde später zu einem von fünf Geschäftsbereichen des C. Bertelsmann Verlags. Als man 1968 die Verlage des Bertelsmann-Konzerns in der Verlagsgruppe Bertelsmann zusammenfasste, wurde für die Kinder- und Jugendliteratur der C. Bertelsmann Jugendbuchverlag gegründet. Anfang der 1970er Jahre verlegte der C. Bertelsmann Jugendbuchverlag zusammen mit den anderen Publikumsverlagen von Bertelsmann seinen Sitz von Gütersloh nach München. 1995 startete man unter dem Namen „omnibus“ eine kommerziell erfolgreiche Taschenbuchreihe. 2004 wurde der C. Bertelsmann Jugendbuchverlag schließlich in cbj umbenannt. Dadurch wollte man verhindern, mit dem C. Bertelsmann Verlag verwechselt zu werden. Taschenbücher für Kinder erschienen weiterhin unter der Marke „omnibus“, Taschenbücher für Jugendliche unter „cbt“.
Gleichzeitig wurde das Programm des Verlags in nennenswertem Umfang erweitert: Während man zuvor in erster Linie die Altersgruppen ab zehn beziehungsweise zwölf Jahren bediente, gab man fortan auch Titel für jüngere Leser heraus. Unter der Leitung von Jürgen Weidenbach wuchs der Umsatz des Verlags in den folgenden vier Jahren stark. Seit 2008 sind cbj und cbt zwei selbstständige Verlage mit eigenen Hardcover- und Taschenbuch-Programmen. Im Zuge dessen wurde die Marke „omnibus“ eingestellt, diverse Titel überführte man in die Programme von cbj und cbt. 2009 startete cbj audio für Hörbücher der Kinder- und Jugendliteratur. Zuvor wurde das Angebot unter der Marke „audionauten“ vermarktet. Seit der Umbenennung fungiert cbj audio als selbstständiger Verlag der Verlagsgruppe Random House, der organisatorisch aber Random House Audio zugeordnet ist. Im August 2014 übernahm Nicola Bartels die verlegerische Verantwortung für cbj und cbt, Verlagsleiter ist bis heute Jürgen Weidenbach.

## Programm
Aufgrund seiner Geschichte bezeichnete die Süddeutsche Zeitung den Verlag im Jahr 2004 als einen „Traditionsverlag der Branche“. Heute veröffentlicht cbj ein breites Spektrum an Literatur vom Kinderbuch bis hin zum Jugendbuch für Leser im Alter von drei bis 14 Jahren sowie „All Age“-Titel. Zum Angebot des Verlags gehören sowohl Taschenbücher als auch Hardcover. Inhaltlich umfasst das Programm im Bereich Hardcover Bilderbücher, illustrierte Kinderbücher, Vorlesegeschichten und Kinderromane sowie fantastische und gesellschaftskritische Szenarien für Jugendliche. Zusätzlich erscheinen bei cbj auch Sachbücher. Vereinzelt veröffentlichte der Verlag auch Apps.
Zu den Autoren von cbj zählen deutsche Schriftsteller, wie zum Beispiel Ingo Siegner, Julian Press, Patricia Schröder, Usch Luhn und Ute Krause. Außerdem legt cbj deutschsprachige Ausgaben internationaler Autoren auf, zum Beispiel Christopher Paolini (Eragon), Jonathan Stroud (Bartimäus), Markus Zusak (Die Bücherdiebin), Michael Scott (Die Geheimnisse des Nicholas Flamel) und Tony DiTerlizzi (Die Spiderwick-Geheimnisse). Des Weiteren bringt der Verlag Buchreihen, wie beispielsweise Der kleine Drache Kokosnuss (Ingo Siegner), Fünf Freunde (Enid Blyton)  oder Nele (Usch Luhn), heraus. In Zusammenarbeit mit Geolino veröffentlichte man unter der Bezeichnung „GEOlino Bibliothek“ Klassiker der Kinder- und Jugendliteratur, wie zum Beispiel Das Dschungelbuch oder Die Schatzinsel (Robert Louis Stevenson). Bis September 2005 wurden über 380.000 Exemplare verkauft.
Jährlich erscheinen bei cbj etwa 240 Novitäten, insgesamt sind derzeit über 2.000 Titel lieferbar.
Leseförderung
In den 1990er Jahren war der C. Bertelsmann Jugendbuchverlag Initiator der Aktion „Ich schenk dir eine Geschichte“, die im Rahmen des Welttags des Buches durchgeführt wird. In den letzten Jahren erreichte der Verlag damit mehrfach Auflagen von über einer Million Exemplaren, zuletzt zum Beispiel im Jahr 2015 mit Die Krokodilbande in geheimer Mission von Dirk Ahner. Außerdem ist cbj Mitglied der Arbeitsgemeinschaft von Jugendbuchverlagen e. V. Die avj vertritt die Interessen der Branche und fördert Projekte und Preise im Bereich der Kinder- und Jugendliteratur.